# Чистовка (река)
Чистовка — река в России, протекает по Череповецкому району Вологодской области. Устье реки находится в Рыбинском водохранилище (Шекснинский русловый участок) между древнями Большая Новинка и Максаково. Протекает мимо деревень Малая Новинка, Фролклвл, Ершово, Быково. Правые притоки — Лазаревка и Шардомка. Длина реки составляет 10 км.
Система водного объекта: Рыбинское водохранилище → Волга → Каспийское море.

## Данные водного реестра
По данным государственного водного реестра России относится к Верхневолжскому бассейновому округу, водохозяйственный участок реки — Рыбинское водохранилище до Рыбинского гидроузла и впадающие в него реки, без рек Молога, Суда и Шексна от истока до Шекснинского гидроузла, речной подбассейн реки — Реки бассейна Рыбинского водохранилища. Речной бассейн реки — (Верхняя) Волга до Куйбышевского водохранилища (без бассейна Оки).
Код объекта в государственном водном реестре — 08010200412110000009670.